# Phyllachora celastri
Phyllachora celastri är en svampart som beskrevs av R.K. Verma & Kamal 1990. Phyllachora celastri ingår i släktet Phyllachora och familjen Phyllachoraceae.   Inga underarter finns listade i Catalogue of Life.